# Josef Antonín Gurecký
Josef Antonín Gurecký, křtěný Josef, psán také Kuretzky, či Gurezky (1. března 1709 Přerov – 27. března 1769 Olomouc) byl český hudební skladatel a houslista.

## Život
Pocházel z hudebního rodu, který byl po několik generací ve službách olomouckého biskupství. Jeho starší bratr, Václav Matyáš Gurecký, byl rovněž hudebním skladatelem a houslistou. Stejně jako jeho bratr studoval na piaristickém gymnáziu v Kroměříži a zpíval v tamním chlapeckém sboru. Zde také získal základy hudebního vzdělání.
Stal se oblíbeným hudebníkem šlechtických sídel celé Evropy. Během svých cest se seznámil s nastupujícím klasicismem a na rozdíl od svého staršího bratra, který je typickým představitelem pozdního baroka, komponoval již v tomto novém stylu.
V letech 1735–1740 působil na dvoře hraběte Schönborna ve Wiesentheidu, kde se dochovalo nejvíce jeho skladeb. Poté, co se Jakub Arnošt z Liechtensteina stal olomouckým biskupem, vstoupil okolo roku 1740 do jeho služeb, kde spolupracoval se svým bratrem Václavem. Po bratrově smrti v roce 1743 se stal ředitelem kůru v katedrále sv. Václava v Olomouci.
U příležitosti oslav šestistého výročí trvání premonstrátského řádu v Hradisku u Olomouce byla 26. srpna 1751 uvedena v Olomouci jeho alegorická opera Filia Sion na latinský text řádového básníka Adama Rubnera.

## Dílo
Kromě chrámových skladeb a opery Filia Sion (která se bohužel nedochovala) je autorem zejména instrumentální hudby. Zvláštní pozornost věnoval violoncellu, pro které zkomponoval řadu koncertů. Koncerty pro tento nástroj a smyčcový orchestr, jakož i koncerty pro housle a continuo jsou dodnes součástí koncertního repertoáru.